# Staraja Kupavna
Staraja Kupavna (rusky Ста́рая Купа́вна) je město v Moskevské oblasti v Ruské federaci. Při sčítání lidu v roce 2010 měla bezmála dvaadvacet tisíc obyvatel.

## Poloha a doprava
Staraja Kupavna leží v Noginském rajónu zhruba pětadvacet kilometrů západně od Noginsku a zhruba pětadvacet kilometrů východně od Moskvy.
Severním okrajem města prochází dálnice M7 „Volha“ z Moskvy přes Noginsk dále do Vladimiru, Nižného Novgorodu a Kazaně. Dálnice zároveň odděluje Starou Kupavnu od severně ležícího Monina.
Zastávka Kupavna na železniční trati z Moskvy do Nižného Novgorodu se naopak nachází několik kilometrů jihozápadně od městského jádra.

## Dějiny
První zmínka o obci Kupavna je z roku 1353. V 18. století zde fungovala cihelna a hodinářská manufaktura.
V třicátých letech 20. století se Kupavna stala sídlem městského typu. Městem je od roku 2004.

### Rodáci
- Vasilij Alexandrovič Archipov (1926 – 1998), sovětský viceadmirál